# Elecciones al Parlamento Europeo de 2019 (Rumanía)
Las elecciones al Parlamento Europeo de 2019 se celebraron en Rumanía el domingo 26 de mayo. Parte de las elecciones al Parlamento Europeo que se celebraron en los 28 Estados miembros de la Unión Europea entre el 23 y el 26 de mayo de 2019, los comicios eligieron los 32 diputados del Parlamento Europeo correspondientes a Rumanía, en una circunscripción única con un umbral electoral del 5 %. Una vez fue efectiva jurídicamente la salida del Reino Unido de la Unión Europea el número de diputados aumentó a 33.

## Resultados

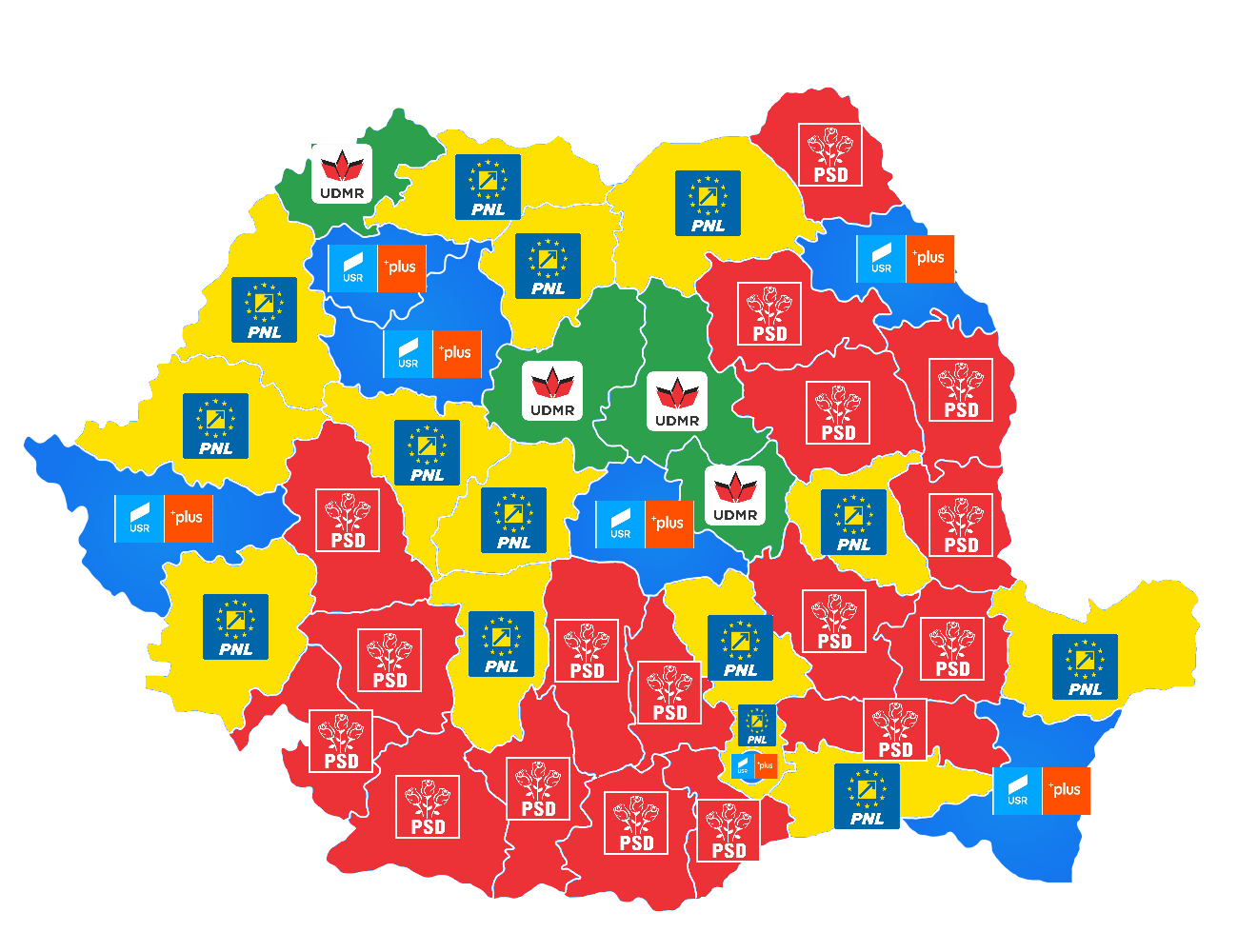
Candidatura más votada en cada distrito

| Candidatura                                                    | Candidatura                                                    | Votos      | %     | Escaños |
| -------------------------------------------------------------- | -------------------------------------------------------------- | ---------- | ----- | ------- |
|                                                                | Partido Nacional Liberal (PNL)                                 | 2 449 068  | 27,00 | 10      |
|                                                                | Partido Socialdemócrata (PSD)                                  | 2 040 765  | 22,50 | 9       |
|                                                                | Alianza 2020 USR-PLUS                                          | 2 028 236  | 22,36 | 8       |
|                                                                | PRO Rumanía (PRO)                                              | 583 916    | 6,44  | 2       |
|                                                                | Partido del Movimiento Popular (PMP)                           | 522 104    | 5,76  | 2       |
|                                                                | Unión Democrática de Húngaros en Rumania (UDMR)                | 476 777    | 5,26  | 2       |
| Partido de la Alianza de los Liberales y los Demócratas (ALDE) | Partido de la Alianza de los Liberales y los Demócratas (ALDE) | 372 760    | 4,11  | 0       |
| Candidato independiente: Peter Costea                          | Candidato independiente: Peter Costea                          | 131,021    | 1,44  | 0       |
| Candidato independiente: George Simion                         | Candidato independiente: George Simion                         | 117 141    | 1,29  | 0       |
| Candidato independiente: Gregoriana Tudoran                    | Candidato independiente: Gregoriana Tudoran                    | 100 669    | 1,11  | 0       |
| Unión Nacional por el Progreso de Rumanía (UNPR)               | Unión Nacional por el Progreso de Rumanía (UNPR)               | 54 942     | 0,61  | 0       |
| Partido Prodemo (PRODEMO)                                      | Partido Prodemo (PRODEMO)                                      | 53 351     | 0,59  | 0       |
| Partido Rumanía Unida (PRU)                                    | Partido Rumanía Unida (PRU)                                    | 51 787     | 0,57  | 0       |
| Partido Socialista Rumano (PSR)                                | Partido Socialista Rumano (PSR)                                | 40 135     | 0,44  | 0       |
| Partido Social Demócrata Independiente                         | Partido Social Demócrata Independiente                         | 26 439     | 0,29  | 0       |
| Bloque de Unidad Nacional (BUN)                                | Bloque de Unidad Nacional (BUN)                                | 20 411     | 0,23  | 0       |
| Votantes totales                                               | Votantes totales                                               | 9,352,472  |       |         |
| Votantes inscritos                                             | Votantes inscritos                                             | 18,267,256 |       |         |